# Pristimantis satagius
Pristimantis satagius es una especie de anfibio anuro de la familia Craugastoridae.

## Distribución
Esta especie es endémica del departamento de Antioquia en Colombia. Habita en Urrao entre los 3 300 y 3 800 m sobre el nivel del mar en el páramo Frontino en la Cordillera Occidental.

## Publicación original
- Lynch, 1995 : Three new species of Eleutherodactylus (Amphibia: Leptodactylidae) from paramos of the Cordillera Occidental of Colombia. Journal of Herpetology, vol. 29, n.º 4, p. 513-521.[5]